# IFK Mariehamn
Maillots
Actualités
L'IFK Mariehamn est un club finlandais de football basé à Mariehamn dans les îles d'Åland. Comme tous les autres IFK en Finlande et en Suède, il s'adresse plutôt aux locuteurs du suédois qui sont majoritaires sur l'archipel. Le club est engagé dans la Veikkausliiga depuis 2005, tandis que l'équipe réserviste participe au championnat des îles d'Åland.

## Historique

### Repères historiques
- 1919 : fondation du club
- 2013 : 1re participation à une Coupe d'Europe (C3, saison 2013/14)
- 2016 : 1er titre de champion
- 2017 : 1re participation à la Ligue des champions (C1, saison 2017/18)[2]

### Histoire
Le 26 septembre 2015, le club remporte sa première coupe de Finlande, lors d'une victoire 2-1 contre l'Inter Turku.
Lors de la saison 2016, le club gagne son premier titre de champion de Finlande, lors de la dernière journée après une victoire 2-1 contre Ilves Tampere.

## Bilan sportif

### Palmarès
| Compétitions nationales                                                                                          | Compétitions régionales |
| --- | --- |
| - Championnat de Finlande (1) - Champion : 2016. - Coupe de Finlande (1) - Vainqueur : 2015. - Finaliste : 2019. | - Championnat des îles d'Åland (40) - Champion : 1943, 1944, 1947, 1953 (2 fois), 1956, 1957, 1958, 1959, 1960, 1961, 1976, 1977, 1979, 1980, 1981, 1982, 1983, 1984, 1985, 1986, 1987, 1988, 1989, 1992, 1995, 1997, 1998, 1999, 2000, 2001, 2002, 2003, 2004, 2005, 2006, 2007, 2008, 2009 et 2010. - Coupe des îles d'Åland (44) - Vainqueur : 1943, 1944, 1946, 1947, 1951, 1952, 1955, 1956, 1957, 1958, 1959, 1964, 1968, 1970, 1972, 1974, 1975, 1976, 1977, 1978, 1980, 1981, 1982, 1984, 1985, 1988, 1989, 1994, 1995, 1996, 1997, 1998, 1999, 2000, 2001, 2002, 2003, 2004, 2005, 2006, 2007, 2008, 2009 et 2012. |

### Bilan européen
Note : dans les résultats ci-dessous, le score du club est toujours donné en premier
| Saison    | Compétition         | Tour            | Club           | Domicile | Extérieur | Total |
| --------- | ------------------- | --------------- | -------------- | -------- | --------- | ----- |
| 2013-2014 | Ligue Europa        | Premier tour Q  | Inter Bakou    | 0 - 2    | 1 - 1     | 1 - 3 |
| 2016-2017 | Ligue Europa        | Premier tour Q  | Odds BK        | 1 - 1    | 0 - 2     | 1 - 3 |
| 2017-2018 | Ligue des champions | Deuxième tour Q | Legia Varsovie | 0 - 3    | 0 - 6     | 0 - 9 |

Légende
- Victoire ou qualification pour le tour suivant
- Match nul
- Défaite ou élimination de la compétition

## Joueurs emblématiques
- Jesse Sarajärvi